# Swertia speciosa
Swertia speciosa är en gentianaväxtart som beskrevs av George Don jr. Swertia speciosa ingår i släktet Swertia och familjen gentianaväxter. Inga underarter finns listade i Catalogue of Life.